# Al-Tweinah
Al-Tweinah (tiếng Ả Rập: التوينة) là một thị trấn ở trung tâm thủ đô al-Hasakah, đông bắc Syria.
Về mặt hành chính thị trấn thuộc về Nahiya al-Hasakah của quận al-Hasakah. Tại cuộc điều tra dân số năm 2004, nó có dân số 5.062.